# Eduardo Núñez (boxe anglaise)
Eduardo Núñez est un boxeur mexicain né le 25 juillet 1997 à Los Mochis.

## Carrière
Passé professionnel en 2015, il remporte le titre vacant de champion du monde des poids super-plumes IBF le 28 mai 2025 en battant aux points à Yokohama le Japonais Masanori Rikiishi.

## Référence
1. ↑  (es) Eduardo Núñez es campeón mundial superpluma de la Federación Internacional de Boxeo (msn.com)